# Tugny-et-Pont
Tugny-et-Pont är en kommun i departementet Aisne i regionen Hauts-de-France i norra Frankrike. Kommunen ligger  i kantonen Saint-Simon som ligger i arrondissementet Saint-Quentin. År 2022 hade Tugny-et-Pont 283 invånare.

## Befolkningsutveckling
Antalet invånare i kommunen Tugny-et-Pont
Referens: INSEE